# Malankowo
Malankowo est un village de Pologne situé en Couïavie-Poméranie, dans le gmina (commune) de Lisewo.
Plaque d'immatriculation : CCH.